# Carrer Moreria (Figueres)
El Carrer Moreria és un carrer del municipi de Figueres (Alt Empordà) amb alguns edificis que formen part de l'Inventari del Patrimoni Arquitectònic de Catalunya.

## Número 6
Edifici entre mitgeres situat a prop de La Rambla, de planta baixa dos pisos i golfes, i amb la coberta a dues vessants. La planta baixa té dues obertures en arc rebaixat a sobre de les quals hi ha una placa amb el nom de l'arquitecte, la data de construcció i la data de restauració de l'edifici. El primer pis té dues obertures en arc rebaixat decorades amb un guardapols, sostingut per una pilastra amb el capitell vegetal. Aquestes dues obertures es troben en una balconada correguda, de pedra, amb decoració geomètrica. El segon pis també té dues finestres decorades amb un guardapols més senzill que el del primer pis. La planta golfes és destacada per la galeria de tres arcs de mig punt amb les impostes molt marcades, així com la dovella clau. A cada costat d'aquesta planta una motllura imita carreus ben escairats. Tota la façana està arrebossada, i aquest arrebossat imita un paredat de carreus ben disposats i ben tallats.

## Número 12
L'edifici del número 12 del carrer Moreria forma part de l'Inventari del Patrimoni Arquitectònic de Catalunya. Edifici entre mitgeres situat a pocs metres de La Rambla. És un edifici de planta baixa, tres pisos i golfes amb una terrassa com a coberta. És una casa amb la planta baixa amb dos arcs rebaixats, una de les quals destinada a local comercial, i l'altra, serveix d'accés a l'edifici. Totes les obertures de la façana estan ben ordenades amb un balcó a cada costat i una finestra més petita al centre. Tota la façana està arrebossada i decorada amb un esgrafiat que imita carreus ben disposats. La testera de l'edifici està decorada amb la barana de l'edifici, i amb un cos central en arc de mig punt amb un esgrafiat floral al centre.

## Número 14
L'edifici del número 14 del carrer Moreria forma part de l'Inventari del Patrimoni Arquitectònic de Catalunya. Edifici entre mitgeres, situat a prop de la Rambla, de planta baixa i dos pisos, amb coberta terrassada. És un edifici que destaca per la seva estretor i per la seva senzillesa. La planta baixa ha estat reformada per donar-hi un ús comercial, i les dues superiors són exactament iguals. Una obertura amb balcó de ferro, amb un guardapols esglaonat, amb decoració ceràmica de color verd, i una gran flor ceràmica al centre. La barana de la terrassa està formada per elements vegetals entrellaçats entre si.

## Galeria d'imatges

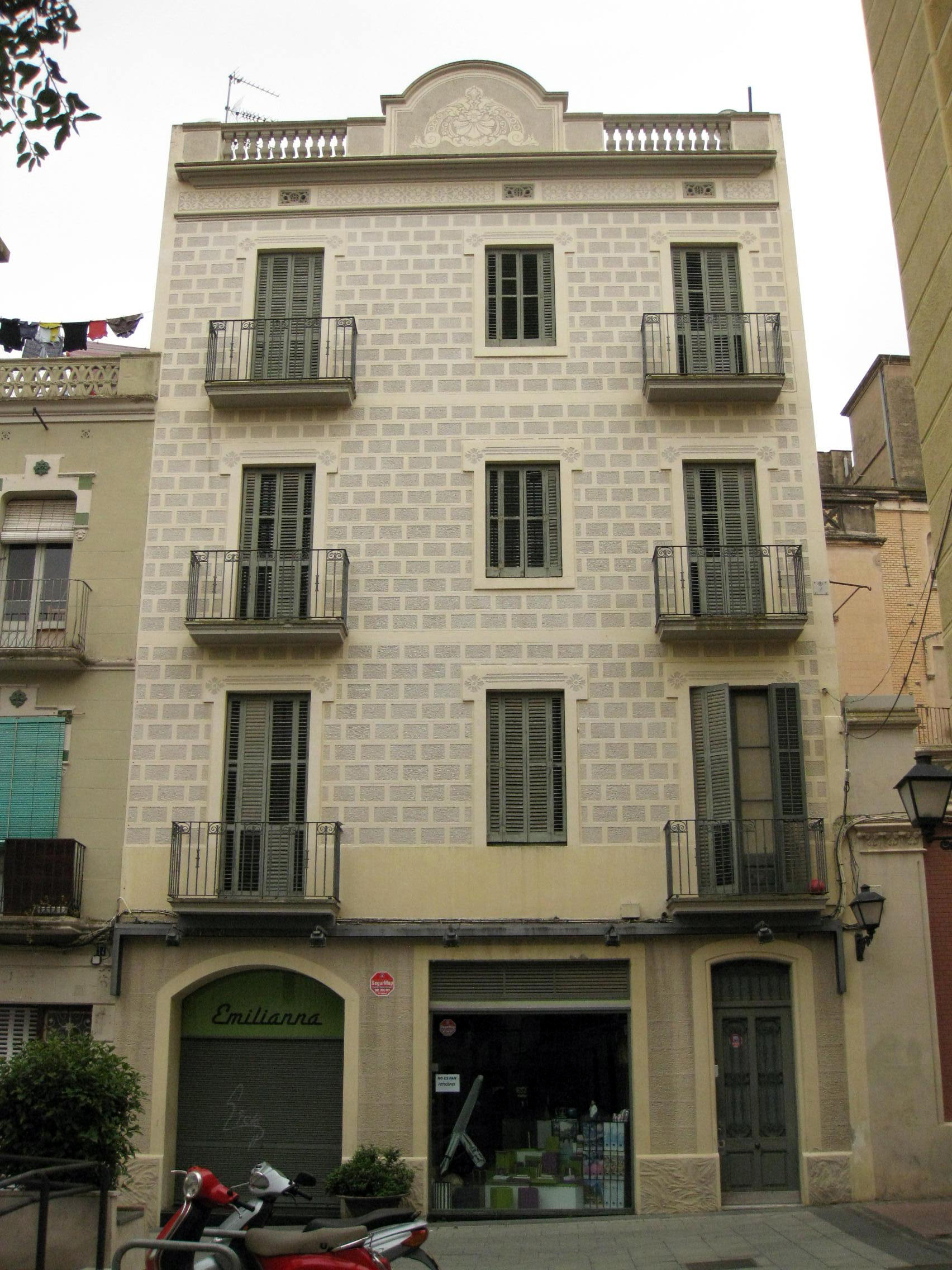
Edifici al número 12
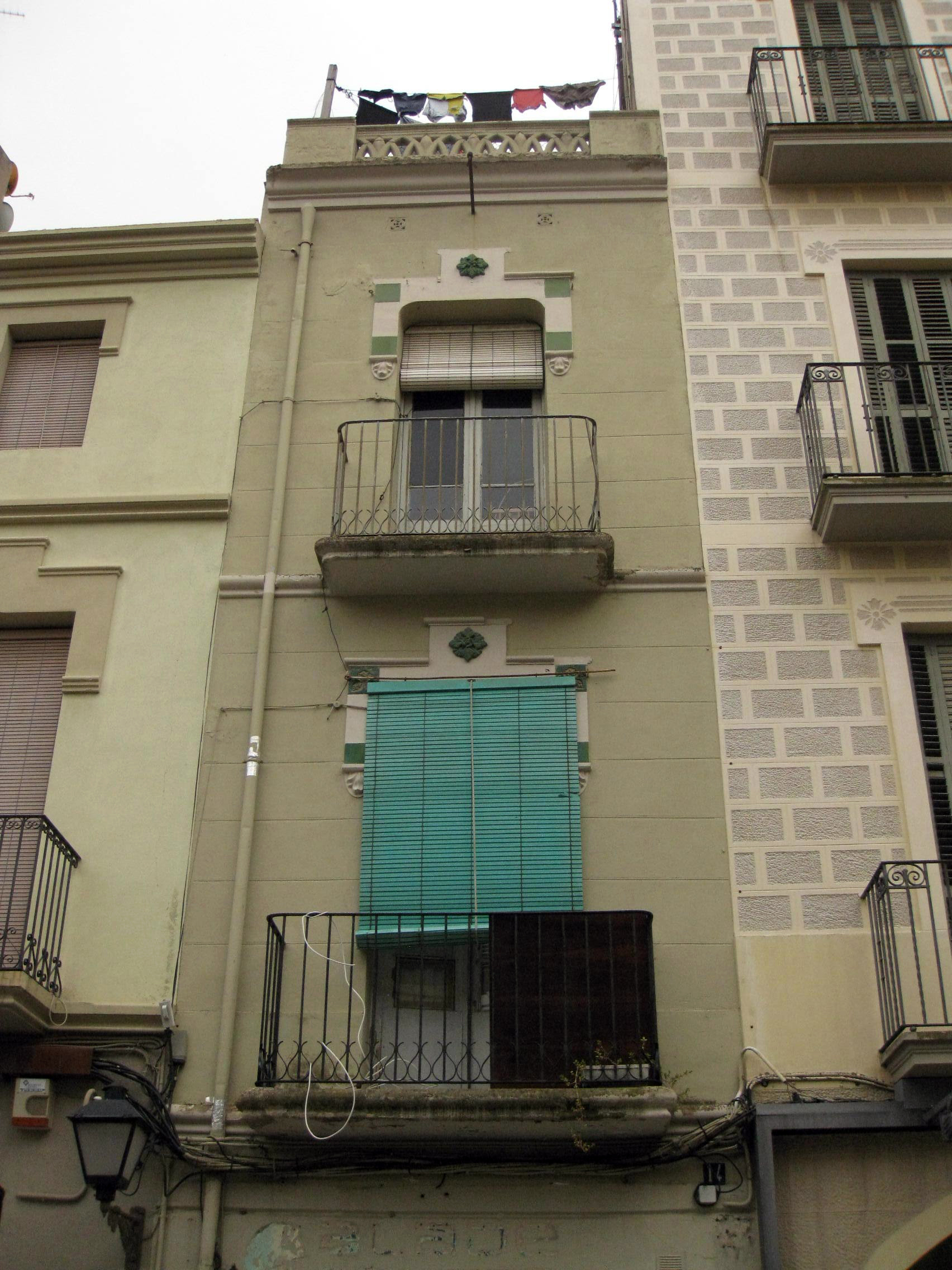
Edifici al número 14